# テレビ熊本
株式会社テレビ熊本（テレビくまもと、英: TV-Kumamoto Co., Ltd.） は、熊本県を放送対象地域としたテレビジョン放送事業を行っている、特定地上基幹放送事業者である。フジ・メディア・ホールディングスの持分法適用関連会社。
通称ならびに愛称はひらがなでテレビくまもととしている。コールサインはJOZH-DTV。1968年（昭和43年）に設立し、翌1969年（昭和44年）4月1日に開局した。フジテレビ系列局。

## 放送局概要
テレビネットワークはフジテレビのFNN・FNS系列であるが、くまもと県民テレビ（KKT）開局までは日本テレビ（NNN）系列、熊本朝日放送（KAB）開局まではテレビ朝日（ANN）系列とのクロスネット局でもあった。
略称のTKUは、「TV Kumamoto UHF」の頭文字からきている。略称にUHFの"U"がつく例はアナログ放送の親局がUHFだったテレビ局でよく見られるが、大抵は「U○○（UHB等）」「○U○（SUT等）」のパターンのため、「○○U」は唯一のケースである。
局キャラクターとして、局名（社名）にちなみ、1998年（平成10年）より「てれくまくん」を採用していたが、2019年（平成31年）4月1日より、チャンネルIDと社名にちなんだ「くまはち」に交代した。
西日本新聞・産経新聞などと親密で、また朝日新聞・読売新聞・毎日新聞も出資している。
2019年（平成31年）1月からのキャッチコピーは、「リズム!TKU」。

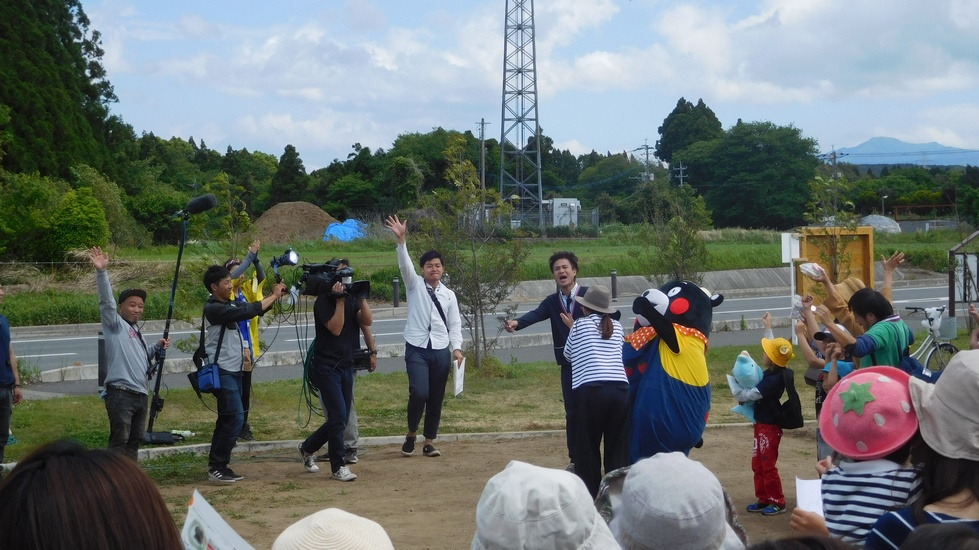
『英太郎のかたらんね』中継コーナー「くまモンとかたらんね」の様子（2017年）
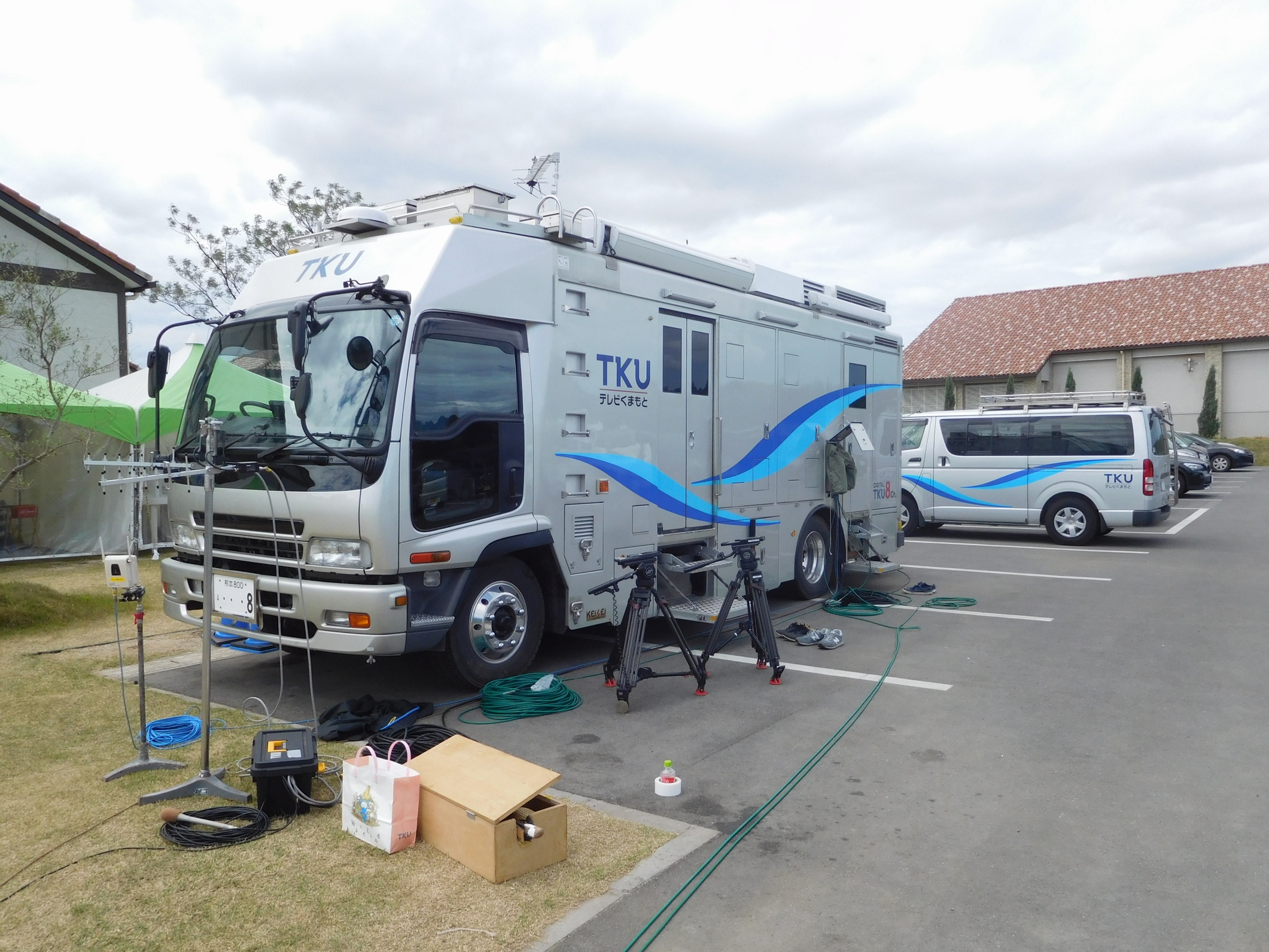
テレビ中継車（2017年）

## 本社・支社
- 本社・演奏所 - 熊本県熊本市北区徳王1丁目8番1号（〒861-5592）
- 東京支社 - 東京都中央区銀座7丁目9番17号 銀座ヤマトビル4階
- 大阪支社 - 大阪府大阪市北区堂島浜1丁目1番8号 堂島パークビル7階
- 福岡支社 - 福岡県福岡市中央区天神4丁目2番20号 天神幸ビル2階

## 沿革
- 1967年（昭和42年）
  - 10月13日 - 熊本にUHF民放局への電波割り当てが決定される[3]。
    - 1962年（昭和37年）から1967年（昭和42年）10月の電波割り当てまでに、11社が放送局の設置申請を行っていた。TKUの母体となる「熊本中央テレビ」（小国町長・自由民主党熊本県連会長・全国町村会長など、河津寅雄系）は最後発（1967年（昭和42年）7月29日）の申請であった[4]。

  - 10月21日 - 免許申請の一本化調整を開始。「新熊本放送」（日本社会党、森中守義系）以外の10社が受け入れる[5]。
  - 11月14日 - 前日（11月13日）に新熊本放送が免許申請を取り下げたことを受け、熊本中央テレビに対し予備免許が交付される[6]。当時のキャッチフレーズは「新しき光と音の誕生」で武者小路実篤の作であった[7]。
- 1968年（昭和43年）
  - 1月5日 - 創立事務所を熊本市桜町2-9（当時の熊本県町村自治会館隣・現在の熊本市中央区桜町2-9）に設置[8]。
  - 3月12日 - 創立総会を開催[8]。
  - 5月18日 - 第1回株主総会を開催。社名を熊本中央テレビ株式会社から、現在の株式会社テレビ熊本へ変更することを決定する（NHK熊本中央放送局との混同が理由）。同時に略称もTKUと決定された[9]。
  - 12月3日 - ネット系列をフジテレビ系中心とすることを決定。
    - フジテレビはTKUへの全面支援と、熊本放送（RKK）で放送されている番組の全面切り替えを約束した。一方で、日本テレビは当時の看板番組である巨人戦中継（プロ野球・読売ジャイアンツ主催試合の中継番組）をRKKに残す意向があった上に、NETテレビ（現在のテレビ朝日）は「好きな番組をネットしても良い」とのスタンスであった[10]。
- 1969年（昭和44年）
  - 3月1日 - 正午からテストパターンを発射[11]。
  - 3月17日 - サービス放送を開始[11]。
  - 4月1日 - 8時10分に熊本県内2番目の民放テレビ局として開局。12時45分にTKU初のローカルニュース番組を放送する[12]。
    - アナログVHF局の先発局（NHK・RKK）は県域放送局の指定がなかったため金峰山送信所は無指向性で送信されていたが、アナログUHF局のTKUは熊本県域局として開局した関係で、北から310度（おおむね北西、佐賀県方面）には送信アンテナが設置されなかった。このため、熊本県北の有明海沿岸ではゴースト障害が発生していた[13]。

  - 4月6日 - TKU初の自主制作番組『TKU週間展望』放送開始。1週間のニュースを取り上げ社説風に解説する15分番組[14]。
  - 9月18日 - 矢部中継局（TKU初の中継局）が開局[15]。
  - 9月20日 - 高森中継局（後の南阿蘇中継局）がVHF局として開局[15]。
  - 10月8日 - 人吉中継局が開局[15]。
  - 10月24日 - 小国中継局が開局[16]。
    - 高森局（南阿蘇局）と小国局がVHF局として開局したのは、チャンネル割り当てに空きがあったためである。1969年（昭和44年）当時はUHF局の受信に別途UHFコンバーターが必要であることが一般的であり、VHFでの開局は視聴者側の対策（コンバーターの設置）が不要という点で優位であった[15]。

  - 11月18日 - 蘇陽中継局が開局[16]。
  - 11月22日 - 水俣中継局が開局[16]。
  - 12月27日 - 阿蘇中継局が開局[16]。
- 1974年（昭和49年）10月 - テレビ中継局数がRKKと同数になる[17]。
- 1976年（昭和51年）10月 - 熊本県北地域の受信対策として玉名中継局が開局[18]。
  - 金峰山送信所へのアンテナ増設はサガテレビが同意しなかったため断念し、中継局設置により受信対策を実施した。玉東中継局も同様の目的で1978年3月に設置。これにより玉名・玉東局でカバーされない荒尾市を除き、受信障害はおおむね解消された[18]。
- 1981年（昭和56年）12月14日 - 新キャッチフレーズ「くまもとが好き だからTKU」を公表。放送上では翌1982年から使用される[19]。
- 1982年（昭和57年）
  - 4月1日 - 熊本県民テレビ（KKT）の開局に伴い、フジテレビ系列・テレビ朝日系列のクロスネット局となる。
  - 12月 - 本社の増築棟竣工（運用は翌年4月から[20]）。
- 1983年（昭和58年）
  - 3月18日 - 新しい主調整室（マスター）が稼動開始し、同時に音声多重放送も開始される[20]。
  - 6月 - 開局以来初の視聴率三冠を獲得する[21]。
  - 8月 - 「くまもとが好き だからTKU」が楽曲として使用開始される。メロディーは公募によるもので、約800点から当時18歳の男性の作品が選定された[19]。
  - 10月 - 旧マスター室を報道センターに改修[22]。
- 1984年（昭和59年）
  - 4月 - ワイドニュース番組『TKUニュースアイ』放送開始[22]。
  - 12月 - 金峰山送信所に北面アンテナ（北から315度）が設置される（出力は1/10の1kW）。なお、1982年に開局した熊本県民テレビ（KKT）は当初から北面にもアンテナが設けられていた[23]。
- 1986年（昭和61年）7月 - TKUとKKTの金峰山送信所が全方向フルパワー化される[23]。
  - サガテレビや九州朝日放送（KBCテレビ。TKUと同じ34chを使用する中継局があった[注釈 1]）からの了解も得られた上で実施。北面アンテナはスピルオーバー対策として、主ビームを足元に向けるように調節された[23]。
  - 金峰山送信所のフルパワー化に伴い、玉名中継局の位置付けが「熊本県北地域の主要中継局」から「二岳、三岳の山陰になる地域（当時の玉名市域および天水町・河内町）のための中継局」に変更、出力は7月19日[24]に30Wから10Wに減力された[23]。
- 1987年（昭和62年）4月3日 - 『若っ人ランド』が金曜深夜の番組として放送開始（同年10月より土曜17時に番組枠を移動）[25]。
- 1989年（昭和64年／平成元年）
  - 1月1日 - Visual Identity（VI）導入に伴い、開局20周年マークとして「TKU」ロゴを2代目に変更（ただしロゴ変更から1998年までは、2018年までの物より細かった）、呼称「テレビくまもと」の使用開始[26]。スターダストレビュー作詞・作曲のイメージソング『NEW DAY BEGIN ～愛は風にのって』も使用開始[27]。
  - 4月1日 - 開局20周年を迎える。第1回TKUの日を開催[28]。
  - 10月1日 - 熊本朝日放送 （KAB）の開局に伴い、フジテレビ系列のフルネット局となる[29]。
- 1998年（平成10年）
  - 10月1日 - 開局30周年記念キャッチコピー「ドラマちっくTKU」およびイメージソング『ドラマちっくTKU～輝いて～』を使用開始。オープニング（1日の放送開始映像）も同日から変更される。イメージソングはサーカス（TKU主催「音楽畑コンサート」の常連アーティストであった）によるもの[30]。
  - 12月 - 開局20周年マーク（2代目ロゴ）を太字にマイナーチェンジ、これを3代目ロゴマークとする[31]。
  - 12月14日 - イメージキャラクター「てれくまくん」を公表[30]（2019年（平成31年）3月まで使用）。
- 2006年（平成18年）
  - 5月1日 - アナログ・デジタル統合の主調整室（マスター）へ更新（NEC製）。
  - 11月1日 - 地上デジタル放送試験放送開始。
  - 12月1日 - 地上デジタル放送本放送開始。
- 2009年（平成21年）4月1日 - 開局40周年を迎える。この年、開局40年記念として、地球環境をテーマにしたキャッチコピー「明日（アース）のために、できること。」が1年間使用された。
- 2011年（平成23年）7月24日 - 正午（午後0時）地上アナログ放送終了。その後、23時59分までにアナログ放送は停波。地デジに完全移行する。
- 2018年（平成30年）12月14日 - 開局50周年を機に、新ロゴマーク（4代目）およびキャッチコピーを発表（2019年（平成31年）1月1日より使用開始）。新キャッチコピーは「リズム!TKU」[32]。

2代目ロゴ（1969年 - 1989年）
3代目ロゴ（1989年 - 2018年）

## ネットワークの移り変わり
- 1969年（昭和44年）4月1日 - 日本テレビ放送網・フジテレビジョン・日本教育テレビ（以下NET、後のテレビ朝日）のクロスネット局として開局。ニュースネットワークNNN・FNNに加盟。ただし、NNNについては一部ニュース番組を受け、素材送り出しも実施し、ネット分担金も負担していたものの、オブザーバー加盟だった[33]。
- 1969年（昭和44年）10月1日 - この日発足のFNSにも加盟[注釈 2]。
  - 番組の編成は、平日については一部除きほぼ1日中フジテレビ系の番組を中心に、日本テレビ系は「NNNきょうの出来事」と「11PM」、NET系は昼のニュースをそれぞれ編成した。土・日曜日はフジテレビ系をメインに、日本テレビ・NETの同時・遅れネットの番組を編成していた。3系列のクロスネット局だったが、当時からフジ色が濃い編成であった。
- 1970年（昭和45年）1月1日 - ANNにも加盟。この時点でのニュースローテーションは、朝がFNN→昼がANN→夕方がFNN→最終版がNNNだった。
- 1975年（昭和50年）3月31日 - ANN系列の準キー局が腸捻転解消により毎日放送から朝日放送に変更され、同時に毎日放送・朝日放送制作分の関西発全国ネット番組を熊本放送と交換。
- 1982年（昭和57年）4月1日 - 熊本県民テレビの開局によりNNNを脱退し、日本テレビ系列の番組がKKTへ移行。
- 1989年（平成元年）10月1日 - 熊本朝日放送の開局によりANNを脱退し、テレビ朝日系列の番組がKABへ移行と同時に「ANNニュースライナー」のネットを打ち切って「FNNスピーク」（月曜 - 金曜）「TKUニュース」（土曜・日曜）の放送を開始し、フジテレビ系列のフルネット局となる。

## 主な送信所

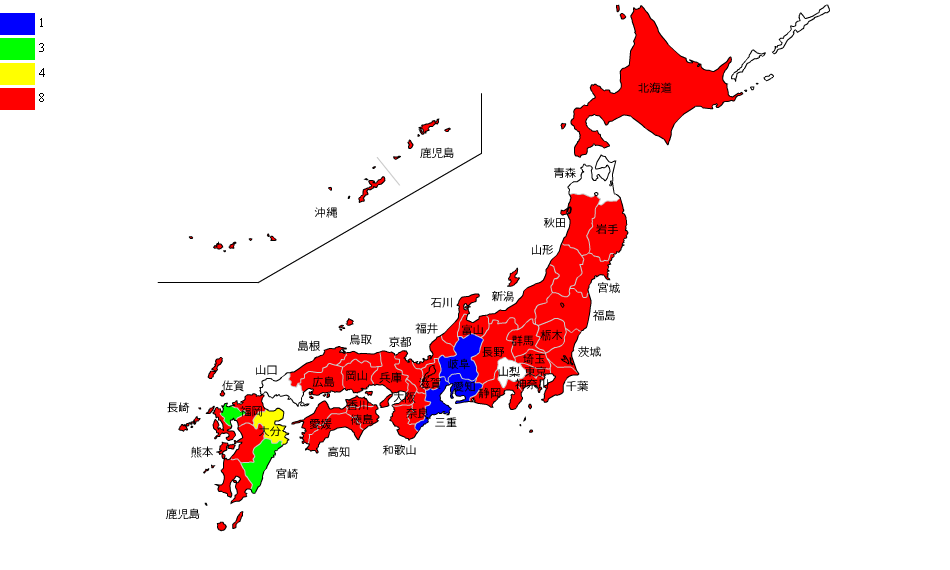
フジテレビ系列のリモコンキーID地図

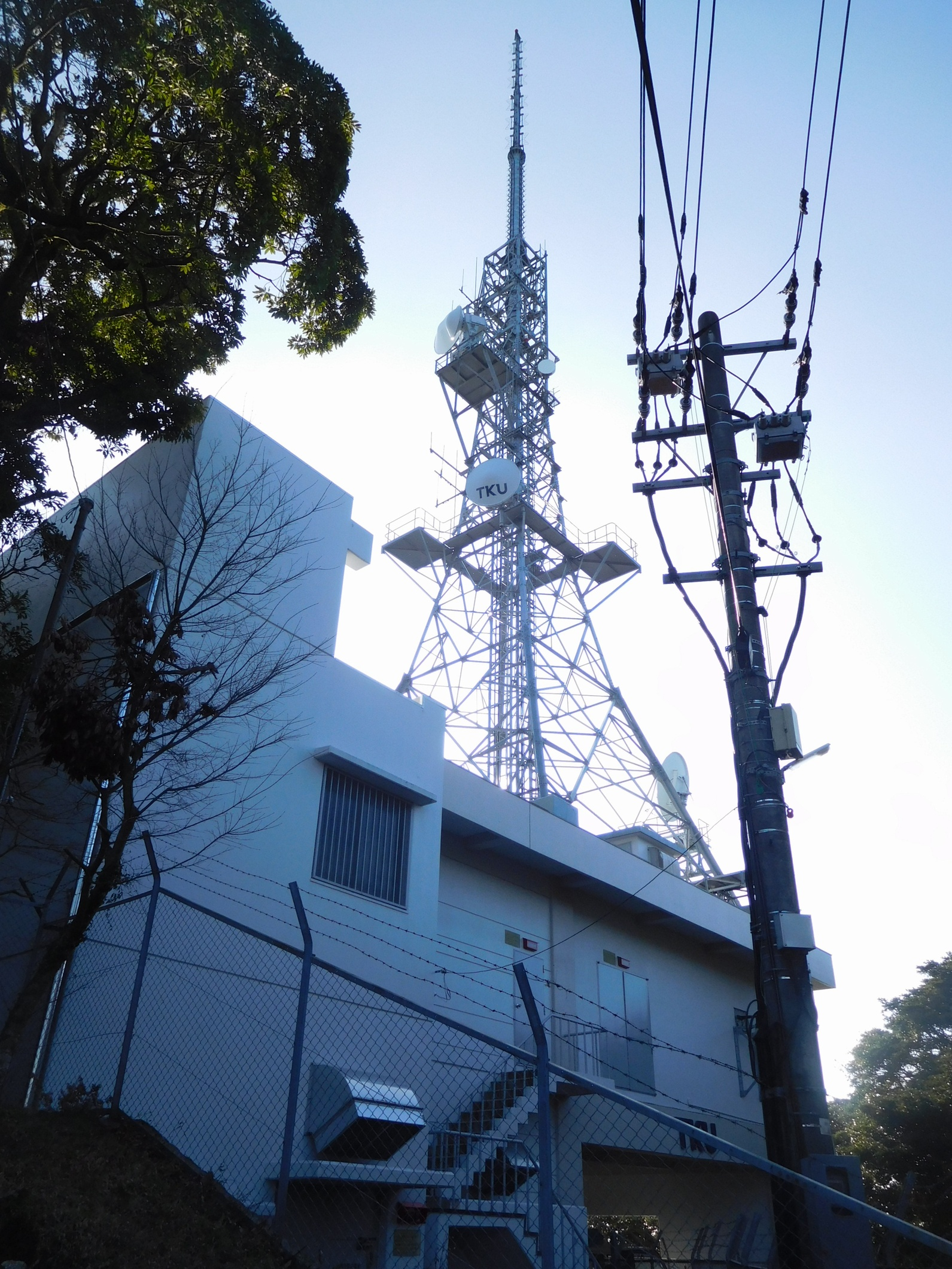
旧・金峰山送信所（アナログ、2015年撮影）

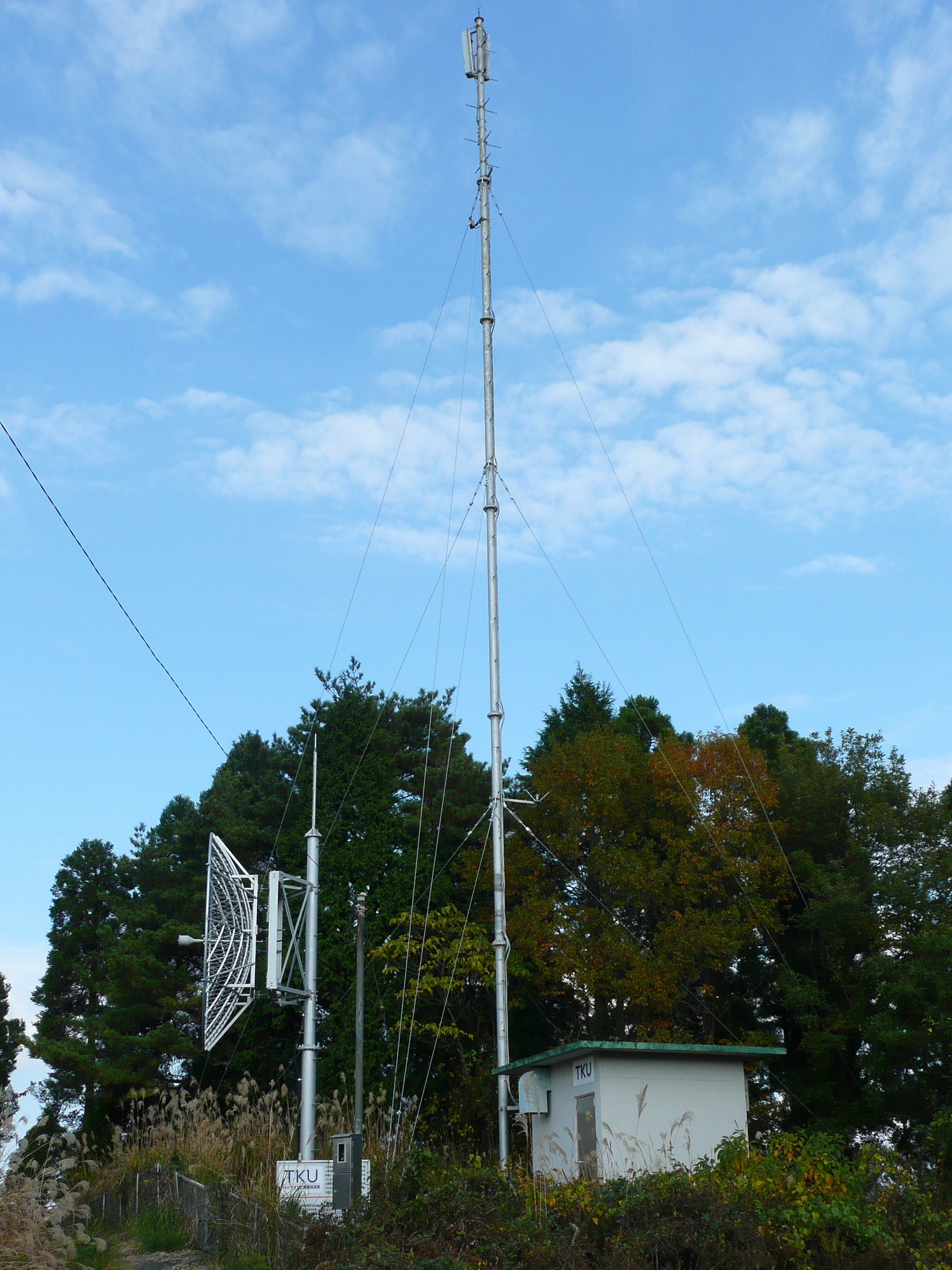
蘇陽中継局（アナログ）

リモコンキーID - 8
| 名称 | 識別信号 | チャンネル | 空中線電力 |
| ---- | -------- | ---------- | ---------- |
| 熊本 | JOZH-DTV | 42ch       | 1kW        |

送信機はNEC製。アナログ時代とは異なり、熊本放送の施設を間借りし県内全民放テレビ局とエフエム熊本（FMラジオ）と共に施設を共同使用している。
| 名称       | チャンネル | 空中線電力 |
| ---------- | ---------- | ---------- |
| 人吉       | 19ch       | 10W        |
| 水俣       | 27ch       | 100W       |
| 天草牛深   | 27ch       | 0.3W       |
| 阿蘇       | 42ch       | 1W         |
| 阿蘇北     | 19ch       | 0.3W       |
| 南阿蘇     | 23ch       | 3W         |
| 肥後小国   | 18ch       | 1W         |
| 清和       | 35ch       | 1W         |
| 蘇陽       | 43ch       | 1W         |
| 矢部       | 20ch       | 1W         |
| 三加和     | 42ch       | 0.3W       |
| 砥用       | 38ch       | 1W         |
| 菊水       | 35ch       | 0.1W       |
| 三角       | 33ch       | 0.3W       |
| 湯浦       | 42ch       | 0.3W       |
| 芦北       | 42ch       | 0.3W       |
| 立田山     | 27ch       | 0.3W       |
| 波野       | 42ch       | 1W         |
| 熊本託麻   | 18ch       | 0.3W       |
| 玉名       | 42ch       | 1W         |
| 玉東       | 42ch       | 0.3W       |
| 牛深魚貫   | 32ch       | 0.1W       |
| 新和       | 27ch       | 0.3W       |
| 崎津       | 28ch       | 0.1W       |
| 河浦       | 14ch       | 0.3W       |
| 水上       | 30ch       | 0.1W       |
| 鹿北       | 31ch       | 0.3W       |
| 本渡北     | 37ch       | 0.3W       |
| 本渡       | 48ch       | 0.3W       |
| 倉岳       | 42ch       | 1W         |
| 栖本       | 18ch       | 0.1W       |
| 有明上津浦 | 43ch       | 0.1W       |
| 御所浦     | 14ch       | 0.1W       |
| 泉         | 19ch       | 0.1W       |
| 小川海東   | 39ch       | 0.1W       |
| 松島教良木 | 43ch       | 0.1W       |

### アナログ放送
2011年7月24日停波時点
アナログ中継局の内小国中継局・南阿蘇中継局のみVHF波で送信していた。
- 熊本（親局）：34ch 10kW JOZH-TV 金峰山 送信機は東芝製
- 水俣：38ch 500W
  - 開局当初は36chで送信していたが、テレビ長崎の佐世保中継局（35ch）と混信したため、2年後（1971年）に38chに変更された[15]。
- 小国[注釈 3]：8ch
- 南阿蘇：4ch
- 人吉：42ch
- 阿蘇：60ch

他

### ケーブルテレビ再送信局
長崎県のケーブルテレビジョン島原（カボチャテレビ）及びひまわりてれび（西九州電設）では、テレビ熊本のアナログテレビの再送信を行ってきたが、2011年（平成23年）7月24日のアナログ放送終了をもってこの2社での再送信も終了した。そのためテレビ熊本は、2013年（平成25年）春に同2社での熊本放送（RKK）の再送信が終了するまでの間、熊本県の民放4局の中で唯一、県外のケーブルテレビ局による再送信が実施されていない状態にあった。

## 資本構成
企業・団体の名称、個人の肩書は当時のもの。出典：

### 概要
フジテレビ・日本テレビ・テレビ朝日のクロスネット時代には、西日本新聞社と同比率で読売新聞社（務臺光雄）と朝日新聞社（広岡知男）の社長が個人大株主となっていた。

### 2021年3月31日
| 資本金 | 発行済株式総数 | 株主数 |
| ------ | -------------- | ------ |
| 3億円  | 600,000株      | 58     |

| 株主                             | 株式数    | 比率   |
| -------------------------------- | --------- | ------ |
| フジ・メディア・ホールディングス | 143,000株 | 25.83% |
| 関西テレビ放送                   | 62,000株  | 10.33% |
| 河津悦子                         | 43,000株  | 07.17% |
| 西日本新聞社                     | 30,000株  | 05.00% |

## アナウンサー

### 男性
- 2000年 郡司琢哉
- 2007年 熊本竜太（元ラジオパーソナリティ、2007年10月から2010年3月まで同社報道部記者）、後藤祐太
- 2014年 西村勇気（元NHKアナウンサー）

### 女性
- 1991年 尾谷いずみ
- 1999年 恒松聡美（2009年3月から2013年8月まで編成広報部に所属）
- 2007年 中原理菜
- 2011年 寺田菜々海
- 2012年 本田千穂（元テレビ長崎アナウンサー→福岡放送契約報道キャスター）
- 2013年 浜田友里子（元あいテレビアナウンサー）
- 2020年 仲野香穂

### 過去に在籍していたアナウンサー
※はアナウンス部長経験者。●は故人。

#### 男性
- 1969年
  - 安藤博之[39]●
  - 守田喬※（ - 2011年）
- 1985年
  - 荒木恒竹※●（ - 2017年、在職中に死去）
- 1986年
  - 福田浩一（ - 2007年5月。事業部へ異動。退職後、フリーアナウンサーへ転向）
- 2002年
  - 山本琢也●（在職中に急性くも膜下出血で死去）
- 2021年
  - 中村圭允（元ジュノン・スーパーボーイ・アナザーズのメンバー）
- 佐々木義尊
- 千々波明輝
- 友枝孝介
- 三浦彰
- 渡邊哲夫（静岡県民放送〈通称：静岡けんみんテレビ、現：静岡朝日テレビ〉を経てフリー）

#### 女性
- 1980年
  - 橋本絵理子（ - 1985年。退職後、フリーアナウンサーへ転向）
- 1989年
  - 野田亜紅[39]（その後はフリーでFM熊本等で活動）
- 1992年
  - 風戸直子[39]
  - 西村佳良子[39]（報道制作局に異動）
- 1996年
  - 瀬山英子[39]（退職後、フリーでパインズ所属[40]）
- 1997年
  - 岩永暁子[39]
- 2001年
  - 井後真奈美（ - 2014年3月）
  - 藤本愛英（ - 2011年。一旦家庭に入った後、フリー情報誌出版の仕事を始める）
- 2006年
  - 田中（現・仲野）朝子（ - 2009年12月。退職後、ホリプロ所属のフリーアナウンサー）
- 2010年
  - 木村佳那子（ - 2011年、元静岡放送契約社員。退職後、千葉テレビ放送へ移籍）
  - 長安智子（ - 2012年。四国放送から移籍。退職後、NHK山口放送局の契約キャスター）
- 矢部絹子[41]
- 古沢久美子（ - 1977年、毎日放送へ移籍）
- 浅田麻梨乃（MBA留学、三井物産を経て、現・テレビ朝日社員。USCPA米国公認会計士、CIA公認内部監査人の資格を持つ）
- 中島道子
- 若松美雪
- 小門容子（退職後、タレントに転身）
- 横田浩子
- 白浜美津子
- 勝田麻吏江
- 荒尾千春（退職後、サガテレビ契約職員を経て、フリーアナウンサー）

## 自社主催イベント
- TKUの日（毎年5月の第2土・日曜日、熊本市動植物園、『わくわく江津湖フェスタ』の一環として開催。2011年（平成23年）までは3月の最終土・日曜日にTKU本社、駐車場などで開催されていた。2011年（平成23年）は東北地方太平洋沖地震のチャリティーイベントとして「がんばろう!日本〜今、私たちにできること 熊本の想いを被災地へ〜」として開催）
- TKU納涼花火大会（毎年8月、熊本市熊本城『火の国まつり』の一環として開催、2009年（平成21年）を最後に現在は行われていない。）
- くまもとマーチングフェスティバル（毎年8月、熊本県民総合運動公園陸上競技場で開催）[42][43]

## 関連施設
- TKU住宅展示場住まいランド（熊本市北区室園町、国道3号沿い・アイミースクエア内）
- TKU八代住宅展示場（八代市中片町、熊本県道336号八代港線沿い）
- TKU御代志住宅展示場（合志市御代志東海道、国道387号沿い・旧御代志駅および旧施設跡地）

## 特色
- ローカル制作番組強化の一つとして、1993年（平成5年）から熊本県出身の偉人を発掘・顕彰して後世に伝えようと大型ドキュメンタリードラマ「郷土の偉人シリーズ」を制作しており、毎年1回[注釈 11]FNS九州ブロック7局で放送している。また、2013年（平成25年）4月から月 - 金曜日に朝の情報番組「英太郎のかたらんね」をスタートさせるなど、自社制作番組の強化やニュース番組の充実に取り組んでおり「英太郎のかたらんね」が10年連続同時間帯視聴率トップ独走中、また「TKU Live News」も同時間帯で平均視聴率トップをとるなど自社番組の視聴率も好調である。
- 『ミュージックフェア』をネットしている最南端の放送局である。
- 2004年（平成16年）に熊本の放送局で初めて国際標準規格ISO 14001を取得している。
- 本社所在地は1991年（平成3年）に編入によって熊本市（現在の熊本市北区）になるまで飽託郡北部町であり、全国的にも珍しい郡部（町または村）に社屋を持つ放送局で、民間放送局（ケーブルテレビ局とコミュニティFMラジオ局を除く）としては唯一郡部（町または村）に本社を置く放送局であった[注釈 12]。また、在熊テレビ局では唯一、本社を開局時から移転していない。
- 地方局としては珍しく、公明党のCMおよび政見放送[注釈 13]と創価大学のCM[注釈 14]を除き、創価学会関連組織のCMの出稿（放映）の受け入れを一切認めていない。これは、同じフジテレビ系列（FNN/FNS）に属する関西テレビとほぼ同様である。こうした経緯から、創価学会および関連団体が企画・制作に参加した外部プロダクション制作番組の購入や放送枠買取の受け入れも行っていない。

## 関連人物
- 河津寅雄 - 初代社長
- 坂田信弘 - TKUが『坂田ジュニアゴルフ塾』熊本校をバックアップしている。
- 笠りつ子 - 『坂田ジュニアゴルフ塾』出身、2011年度までTKU所属の女子プロゴルファーだった。
- 松井耀子 - 同社社長秘書[注釈 15]
- 緒方由美 - 同社制作番組に出演しているローカルタレント。2012年のFNS27時間テレビにテレビ熊本代表として出演